# Гильом III Роже де Бофор
Гильом III Роже де Бофор (Guillaume III Roger de Beaufort) (1330 — 28 марта 1394) — виконт Тюренна с 1350.
Сын Гильома II Роже, графа де Бофор-ан-Валле (ум. не ранее 1379) и его первой жены, имя и происхождение которой не выяснены. Брат папы Григория XI, племянник папы Клемента VI.
Женился (брачный контракт от 17 ноября 1349 года) на Элеоноре де Комменж, дочери графа Бернара VIII и его третьей жены Маты де л’Иль-Журден. В 1350 году за 150 тысяч золотых флоринов купил у Сесиль де Комменж (сестры жены) виконтство Тюренн. Деньги выделил дядя — папа Клемент VI.
Великий камергер королевства Сицилия (1351). Получил эту должность и сеньории Пертюи, Пенн, Мейрарк и Седерон после того, как Клемент VI отпустил королеве Джованне грех участия в убийстве её первого мужа Андрея Венгерского.
8 марта 1361 года принёс оммаж английскому королю, в состав владений которого по договору в Бретиньи вошло виконтство Тюренн.
Ректор Конта-Венессен (1376—1379).
В 1389 году после смерти брата, Роже, унаследовал графство Бофор.
Дети:
- Раймон де Бофор (ум. 1404), виконт де Тюренн, граф Бофора.
- Элеонора де Бофор (ум. 1420), графиня Бофора, виконтесса де Тюренн.
- Жанна де Бофор (1351—1404), мужья: Луи граф де Форе (1361, погиб в битве при Бринье 6 апреля 1362); Раймон де Бо, граф ди Авеллино; Ги II де Шовиньи, сеньор де Шатору, виконт деБросс.
- Маргарита де Бофор (1359/60-1415), жена Армана IX, виконта де Полиньяк.
- Сесиль де Бофор (ум. 1410), жена Луи II де Пуатье, графа де Валентинуа.